# Heinrich Heine
Christian Johann Heinrich Heine (tên khi sinh là (tiếng Hebrew) Harry Chaim Heine; 13 tháng 12 năm 1797 – 17 tháng 2 năm 1856) là một trong những nhà thơ nổi tiếng ở Đức.

## Tiểu sử
Heine được sinh ra trong một gia đình Do Thái đã có sự biến đổi về văn hoá ở Düsseldorf, Đức. Bố của ông là một thương gia. Khi việc kinh doanh của ông bị thất bại, Heine được gửi tới Hamburg, ở nơi đó, ông chú giàu có Salomon đang làm chủ ngân hàng, đã khuyến khích ông tham gia công việc kinh doanh. Sau khi Heiner thất bại trong lĩnh vực này, ông quay sang nghiên cứu về luật tại các trường Đại học Göttingen, Đại học Bonn và Đại học Humboldt, nhưng ông đã nhận ra rằng mình thích văn học hơn luật, mặc dù ông đã nhận được bằng tốt nghiệp vào năm 1825, cùng thời gian đó, ông đã quyết định chuyển từ đạo Do Thái sang đạo Tin Lành. Việc này cần thiết do sự đối xử khắt khe những người Do Thái tại nhiều vùng nước Đức; nhiều trường hợp, họ còn bị cấm làm việc ở một số vị trí. Điều này bao gồm cả cho những bài giảng tại trường đại học, là những tham vọng đặc biệt của Heine. Khi Heine tự biện minh cho mình trong cuộc đối thoại với người khác thì việc chuyển đổi đó là "cái vé cho việc được tham gia văn hoá châu Âu", mặc dù nó chẳng chứng minh được gì - và nhiều người khác ví dụ anh em họ và nhà soạn nhạc hảo tâm Giacomo Meyerbeer, thấy việc làm này không cần thiết để đạt được những điều đó. Phần lớn cuộc đời mình, Heine đấu tranh với những nhân tố không tương thích giữa con người Do Thái và Đức của ông.

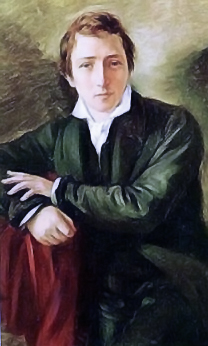
Heinrich Heine, tranh vẽ của Moritz Daniel Oppenheim

Heine được biết đến với những lời thơ, phần lớn trong số đó (đặc biệt là những tác phẩm thời kỳ đầu của ông) đã được chuyển thành lời các bài hát, phần lớn được thực hiện bởi Robert Schumann. Những tác giả khác cũng đã dùng thơ của ông bao gồm Richard Wagner, Franz Schubert, Felix Mendelssohn, Fanny Mendelssohn, Hugo Wolf và Johannes Brahms; vào thế kỷ 20 thì là Hans Werner Henze và Lord Berners.
Bài thơ đầu tay của Heine là Gedichte ("Những bài thơ"), sáng tác vào năm 1821. Mối tình cuồng si đơn phương của Heine với người em họ Amalie và Therese sau này đã truyền cảm hứng cho ông viết nên những vần thơ hay nhất; Buch der Lieder ("Quyển sách những lời hát", 1827) là tuyển tập đầu tiên có đầy đủ các bài thơ của ông.
Heine rời Đức và đến Paris, Pháp vào 1831. Ở đó, ông đã liên kết với nhóm chủ nghĩa xã hội không tưởng, bao gồm những người của Count Saint-Simon, người mà tuyên truyền một thiên đường theo chủ nghĩa quân bình không giai cấp dựa trên những người có tài thực sự.
Ông ở lại Paris đến cuối đời, ngoại trừ một lần quay lại Đức vào năm 1843. Tác phẩm của ông và những người khác mà bị coi như là có liên đới với cuộc cách mạng Young Germany vào năm 1835 đã bị cấm tại Đức.
Tuy nhiên, Heine vẫn tiếp tục viết về chính trị và xã hội của Đức. Heine viết Deutschland. Ein Wintermärchen (Nước Đức. Chuyện cổ tích mùa đông), một bản miêu tả chuyến tới Đức của ông năm trước và tình hình chính trị ở đó, vào năm 1844; người bạn của ông, Karl Marx, đã cho đăng bài này trong từ báo của ông Vorwärts ("Tiên tiến"). Heine cũng chỉ trích về chính trị không tưởng ở Đức trong bài Atta Troll: Ein Sommernachtstraum (Atta Troll: Một giấc mơ đêm hè) vào năm 1847.
Heine đã phải chịu đau ốm nằm giường trong tám năm cuối cuộc đời mình (vài người đoán rằng ông đã bị bệnh đa xơ cứng hoặc giang mai). Ông mất ở Paris và muốn được chôn cất ở Nghĩa trang Montmartre.
Trong số những quyển sách đã bị đốt cháy ở Quảng trường Opern, Berlin vào năm 1933, sau khi Đức Quốc xã lùng sục Viện Tình dục học (Institut für Sexualwissenschaft), nơi những quyển sách của Heine - như là một điềm báo, một trong những dòng thơ nổi tiếng, "Khi họ đốt sách thì chính là họ cũng đang đốt cả loài người" (Almansor, 1821) - bây giờ đã được khắc sâu trên đất nơi đó.
Thật là thú vị khi nhận ra rằng, mặc dù đây chỉ là những câu nói, là việc Heine ban đầu chỉ muốn nhắc đến việc đốt kinh Koran của Tòa án Dị giáo Tây Ban Nha (Spanish Inquisition), trong nỗ lực để nhổ rễ đạo Hồi ở bán đảo Iberia, trung tâm chính của văn hoá đạo Hồi trung cổ.
Với gần 10.000 nhạc phẩm thuộc đủ mọi thể loại, Heinrich Heine còn là một nhà thơ duy nhất của mọi thời đại và mọi nước có thơ được phổ nhạc nhiều nhất trên hành tinh này.

## Câu nói
- "Tôi hôn, tức là tôi tồn tại"
- "Nếu một người lúc nào cũng có thể mỉm cười được trước tất cả mọi điều thì chắc chắn người đó trong lòng phải có một rạn nứt đau đớn"
- "Cái người làm cho tôi ghét nhất, không phải người tôi yêu, cũng không phải người tôi ghét mà chính là người không làm cho tôi yêu mà cũng chẳng làm cho tôi ghét. Đó là con người nhạt".

## Một số tác phẩm nổi tiếng

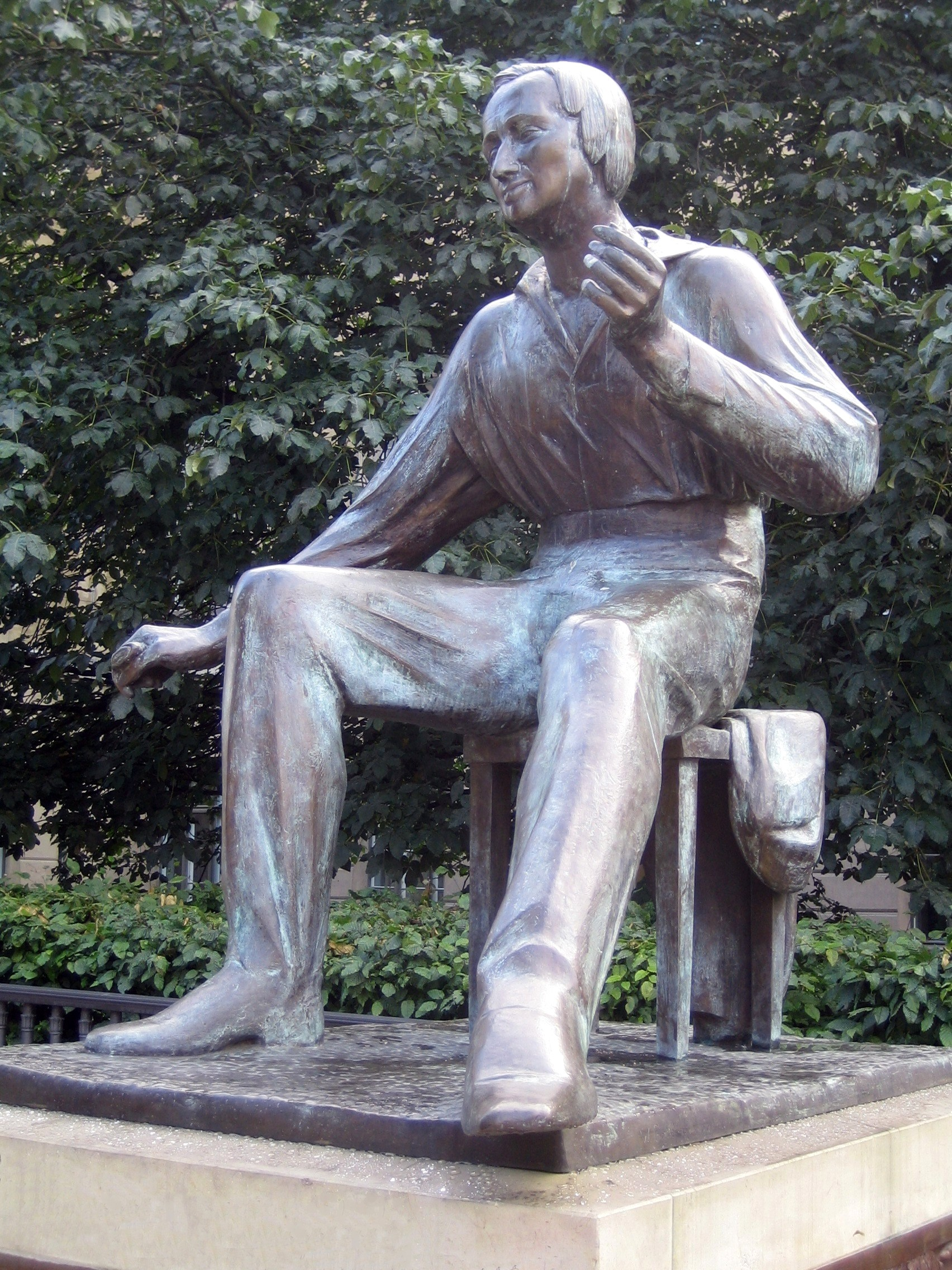
Tượng của Heine ở trung tâm Berlin

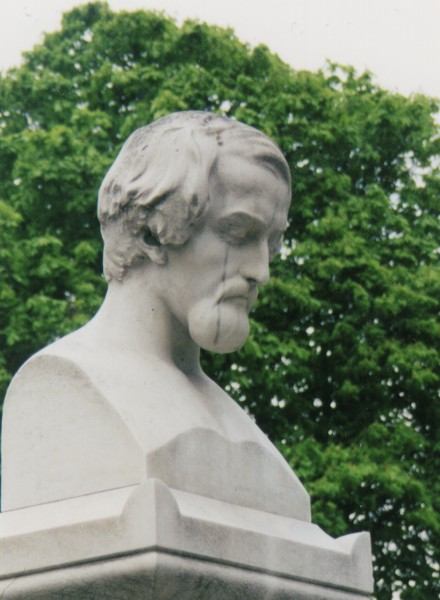
Tượng của Heine trong nghĩa trang Cimetière de Montmartre, Paris

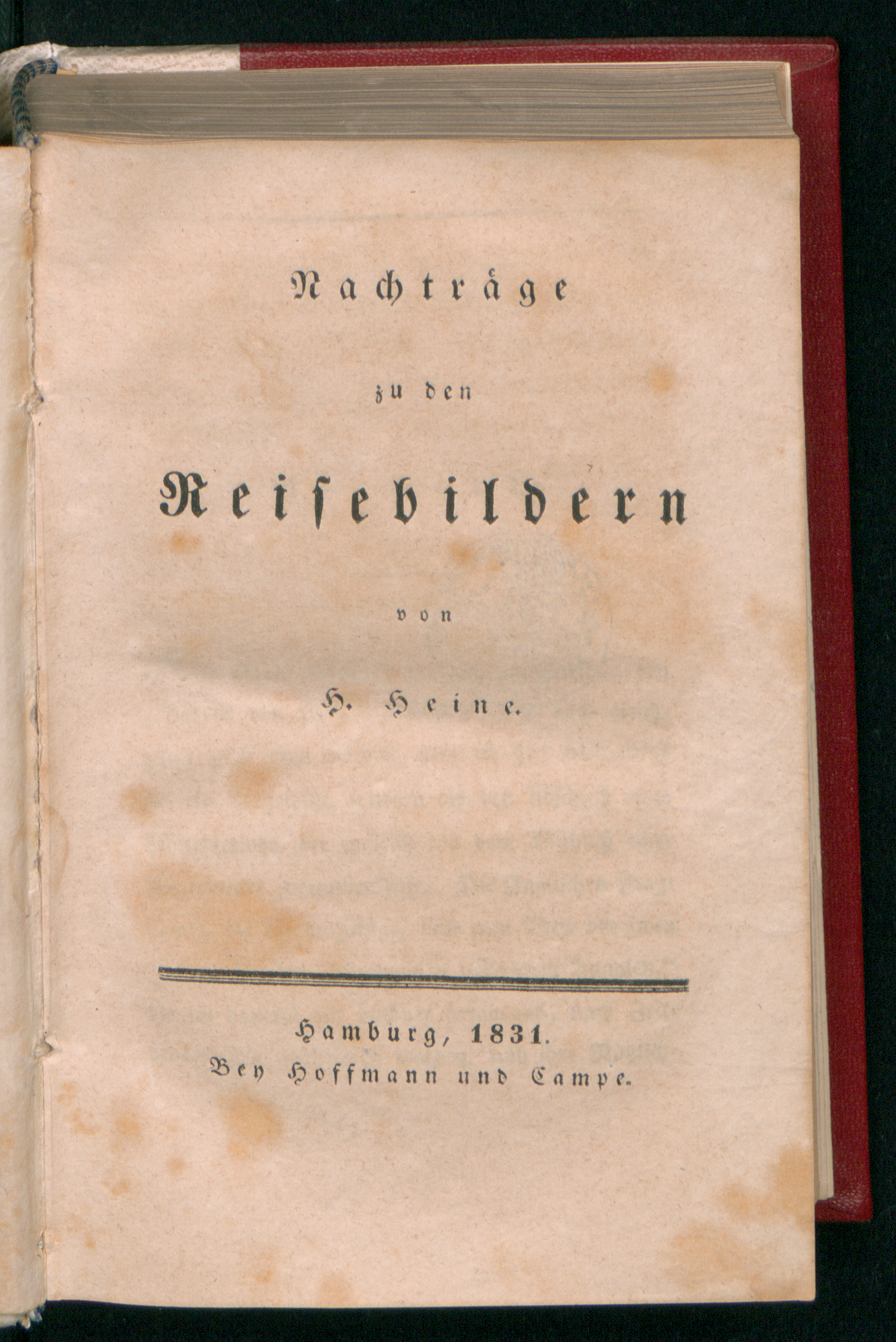
Reisebilder, 1831

- Du bist ein Blume (Em như một đoá hoa - Viết về mối tình đơn phương của Heine với người em họ Amalie)
- Im wunderschönen monat Mai (Trong tháng 5 rực rỡ)
- Auf Flügeln des Gesanges
- Gedichte, 1821
- Tragödien, nebst einem lyrischen Intermezzo, 1823
- Reisebilder, 1826-31
- Die Harzreise, 1826
- Ideen, das Buch le Grand, 1827
- Englische Fragmente, 1827
- Buch der Lieder, 1827
- Französische Zustände, 1833
- Zur Geschichte der neueren schönen Literatur in Deutschland, 1833
- Die romantische Schule, 1836
- Der Salon, 1836-40
- Über Ludwig Börne, 1840
- Neue Gedichte, 1844 - Thơ mới
- Deutschland. Ein Wintermärchen, 1844 - Đức
- Atta Troll. Ein Sommernachtstraum, 1847
- Romanzero, 1851
- Der Doktor Faust, 1851
- Les Dieux en Exil, 1853
- Die Harzreise, 1853
- Lutezia, 1854
- Vermischte Schriften, 1854
- Letzte Gedichte und Gedanken, 1869
- Sämtliche Werke, 1887-90 (Số 7)
- Sämtliche Werke, 1910-20
- Sämtliche Werke, 1925-30
- Werke und Briefe, 1961-64
- Sämtliche Schriften, 1968
- Bài thơ Anh và em do Thái Bá Tân dịch:

Anh và em không hẹn,
Cùng đi chuyến xe đêm.
Hai đứa cười vui vẻ,
Chỉ mình anh với em.
 
Sáng ra ta kinh ngạc,
Thấy người khách thứ ba
Là tình yêu lậu vé
Lén vào ngồi bên ta.

## Bản tiếng Anh
- The Complete Poems of Heinrich Heine. Phiên bản tiếng Anh do Hal Draper, Suhrkamp/Insel Publishers Boston, 1982. ISBN 3-518-03048-5

Đã có nhiều dịch giả Việt Nam dịch thơ Heinrich Heine sang tiếng Việt như Xuân Diệu, Tế Hanh, Hoàng Trung Thông, Nguyễn Xuân Sanh, Quang Chiến, Trần Đương, Chu Thu Phương. Trong đó nữ dịch giả Chu Thu Phương đã dịch trọn vẹn tập "Khúc đệm trữ tình" trong bộ "Sách của những bài ca" và được đánh giá là đã giữ được nguyên nhịp điệu, cách chơi chữ, tính nhạc trong thơ Heine.

## Một số bài thơ đã dịch ra tiếng Việt

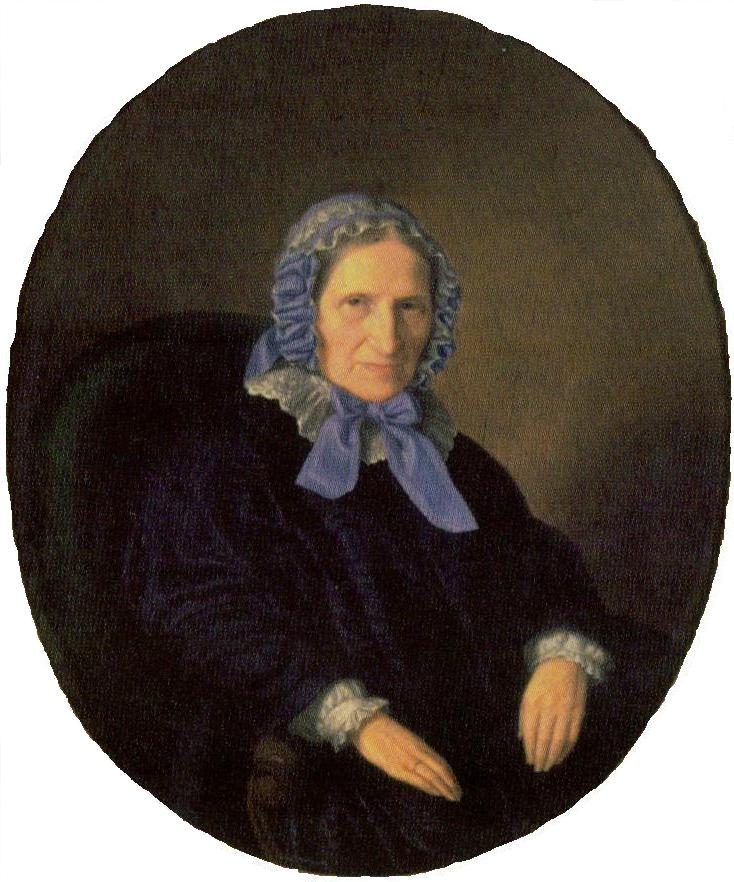
Mẹ của H. Heine

| Thư gửi mẹ (Gửi mẹ tôi,, B. Heine, tên khai sinh là v. Geldern) I Con thích sống ngẩng cao đầu, kiêu hãnh Và đôi khi ngang bướng đến lạ lùng Ngay cả nhà vua nếu nhìn mặt con Thì đôi mắt cũng không hề nhìn xuống. Nhưng mẹ thân yêu, con xin thừa nhận Rằng tính con dù bướng bỉnh thế nào Thì khi bên mẹ âu yếm ngọt ngào Con vẫn tỏ ra vô cùng ngoan ngoãn. Có phải đấy vì tâm hồn cao thượng Trí tuệ thanh cao thâm nhập vào con Như từ trời xanh làm dịu cõi lòng? Con xấu hổ vì những việc con làm Trái tim mẹ đã bao lần u ám? Nhưng thế rồi vẫn tha thứ cho con. II Trong cơn mê, con từ giã mẹ hiền Để ra đi khắp tận cùng thế giới Con khát khao và chỉ mong tìm thấy Một tình yêu và ôm ấp lấy tình. Con kiếm tình yêu khắp mọi nẻo đường Chìa bàn tay ra trước từng cánh cửa Nhưng tình yêu không một ai cho cả Mà được trao sự căm ghét lạnh lùng. Vì tình yêu con nhầm lẫn thường xuyên Kiếm tình yêu nhưng chẳng tìm thấy nó Con trở về nhà buồn bã cô đơn. Thì lúc này mẹ đi đến với con Thứ ánh sáng cháy bừng trong mắt mẹ Là tình yêu mà con vẫn đi tìm. Gửi Jenny Tôi bây giờ đã là ba lăm tuổi Còn em thì chỉ vừa mới mười lăm Nhưng mỗi lần nhìn em, Jenny ạ Giấc mơ xưa lại thức dậy trong lòng! Vào năm một nghìn tám trăm mười bảy Tôi gặp một người con gái như em Mái tóc của nàng giống như em vậy Giống cả nụ cười, dáng vẻ tự nhiên. Thế rồi tôi bước vào trường Đại học Tôi dặn nàng: "Hãy gắng đợi chờ anh Anh sẽ quay về một ngày gần nhất" Nàng nói rằng: "Em mãi mãi của anh". Ba năm trời học ở Göttingen Ba năm miệt mài với bao sách luật Thế rồi một hôm nhận thư biết được Người yêu của tôi đã bước theo chồng. Khi đó tháng Năm, khi đó mùa xuân Những bông hoa nở đầy trong thung lũng Những con chim đã cất tiếng hót vang Những con sâu cũng vui đùa trong nắng. Nhưng tôi buồn, xanh xao và u ám Vì buồn đau mà sức lực không còn Chỉ có Chúa Trời may ra thấu tận Những điều gì tôi đã chịu hằng đêm. Nhưng tôi phục hồi. Như cây sồi xanh Vẻ mạnh mẽ hiện trong từng nhánh lá Giờ mỗi lần nhìn em, Jenny ạ Giấc mơ xưa lại thức dậy trong lòng! Vết thương hạnh phúc Khi có em trong tay! Một niềm vui hạnh phúc Trong lòng tôi tràn ngập Những mơ ước diệu kỳ. Khi có em trong tay! Tôi hôn lên mái tóc Mái tóc vàng tuyệt đẹp Buông xõa trên vai này. Khi có em trong tay! Tôi tin rằng hiện thực Cõi thiên đường hạnh phúc Ngay trên mặt đất này. Nhưng như Thánh ngờ vực Tôi còn nghi điều này Khi chưa đặt ngón tay Vào vết thương hạnh phúc. Ăn mặn ăn chay Bạn tôi ơi, phạm thượng! Khi bạn làm điều này: Bỏ Hanne tròn lẳn Để yêu Marianne gầy! Nếu yêu thịt – thì bạn Được coi là bình thường Còn phóng đãng với xương Điều này là ghê tởm. Quỷ Sa tăng nham hiểm Đưa ta vào bẫy đây Giống như người ăn mặn Bỗng dưng thích ăn chay. Nước Đức quê hương tôi Đâu cũng có cây đời Trái chín mọng, nhưng khổ Hình nộm dọa khắp nơi. Ta như bầy chim sẻ Sợ yêu tinh, quỷ sứ Nhìn anh đào nở hoa Mà đành lòng nín chịu. Anh đào đỏ, nhưng hột Bên trong là cái chết Chỉ ở trên trời cao Có anh đào không hột. Chúa Cha – Con – Thánh thần Mà hồn ta ngợi khen Khát khao cái vĩnh cửu Linh hồn Đức đáng thương. Chỉ nơi có thiên thần Là hạnh phúc muôn năm Còn ở đây đau khổ Anh đào cũng chua lòm. Ở đâu? Ở đâu, người lữ thứ Sẽ gửi nắm xương tàn? Phương Nam – dưới bóng cọ? Hay dưới liễu sông Ranh? Hay ở nơi sa mạc Tay người lạ sẽ chôn? Hay bên bờ biển xanh Mộ nằm trên bờ cát? Ở nơi nào cũng được Miễn là có bầu trời Và trên mộ của tôi Có sao như đèn đốt. | Sonette (An meine Mutter B. Heine geborene v. Geldern) I Ich bin's gewohnt, den Kopf recht hoch zu tragen, Mein Sinn ist auch ein bißchen starr und zähe; Wenn selbst der König mir ins Antlitz sähe, Ich würde nicht die Augen niederschlagen. Doch, liebe Mutter, offen will ich's sagen: Wie mächtig auch mein stolzer Mut sich blähe, In deiner selig süßen, trauten Nähe Ergreift mich oft ein demutvolles Zagen. Ist es dein Geist, der heimlich mich bezwinget, Dein hoher Geist, der alles kühn durchdringet, Und blitzend sich zum Himmelslichte schwinget? Quält mich Erinnerung, daß ich verübet So manche Tat, die dir das Herz betrübet? Das schöne Herz, das mich so sehr geliebet? II Im tollen Wahn hatt ich dich einst verlassen, Ich wollte gehn die ganze Welt zu Ende, Und wollte sehn, ob ich die Liebe fände, Um liebevoll die Liebe zu umfassen. Die Liebe suchte ich auf allen Gassen, Vor jeder Türe streckt ich aus die Hände, Und bettelte um g'ringe Liebesspende - Doch lachend gab man mir nur kaltes Hassen. Und immer irrte ich nach Liebe, immer Nach Liebe, doch die Liebe fand ich nimmer, Und kehrte um nach Hause, krank und trübe. Doch da bist du entgegen mir gekommen, Und ach! was da in deinem Aug' geschwommen, Das war die süße, langgesuchte Liebe. An Jenny Ich bin nun fünfunddreißig Jahr alt, Und du bist fünfzehnjährig kaum... O Jenny, wenn ich dich betrachte, Erwacht in mir der alte Traum! Im Jahre achtzehnhundert siebzehn Sah ich ein Mädchen, wunderbar Dir ähnlich an Gestalt und Wesen, Auch trug sie ganz wie du das Haar. Ich geh auf Universitäten, Sprach ich zu ihr, ich komm zurück In kurzer Zeit, erwarte meiner. Sie sprach: "Du bist mein einzges Glück." Drei Jahre schon hatt ich Pandekten Studiert, als ich am ersten Mai Zu Göttingen die Nachricht hörte, Daß meine Braut vermählet sei. Es war am ersten Mai! Der Frühling Zog lachend grün durch Feld und Tal, Die Vögel sangen, und es freute Sich jeder Wurm im Sonnenstrahl. Ich aber wurde blaß und kränklich, Und meine Kräfte nahmen ab; Der liebe Gott nur kann es wissen, Was ich des Nachts gelitten hab. Doch ich genas. Meine Gesundheit Ist jetzt so stark wie'n Eichenbaum... O Jenny, wenn ich dich betrachte, Erwacht in mir der alte Traum! Der Ungläubige Du wirst in meinen Armen ruhn! Von Wonnen sonder Schranken Erbebt und schwillt mein ganzes Herz Bei diesem Zaubergedanken. Du wirst in meinen Armen ruhn! Ich spiele mit den schönen Goldlocken! Dein holdes Köpfchen wird An meine Schultern lehnen. Du wirst in meinen Armen ruhn! Der Traum will Wahrheit werden, Ich soll des Himmels höchste Lust Hier schon genießen auf Erden. O, heil'ger Thomas! Ich glaub' es kaum! Ich zweifle bis zur Stunde, Wo ich den Finger legen kann In meines Glückes Wunde. Welcher Frevel, Freund! Abtrünnig Wirst du deiner fetten Hanne, Und du liebst jetzt jene spinnig Dürre, magre Marianne! Läßt man sich vom Fleische locken, Das ist immer noch verzeihlich; Aber Buhlschaft mit den Knochen, Diese Sünde ist abscheulich! Das ist Satans böse Tücke, Er verwirret unsre Sinne: Wir verlassen eine Dicke, Und wir nehmen eine Dünne! Im lieben Deutschland daheime Im lieben Deutschland daheime, Da wachsen viel Lebensbäume; Doch lockt die Kirsche noch so sehr, Die Vogelscheuche schreckt noch mehr. Wir lassen uns wie Spatzen Einschüchtern von Teufelsfratzen; Wie auch die Kirsche lacht und blüht, Wir singen ein Entsagungslied: Die Kirschen sind von außen rot, Doch drinnen steckt als Kern der Tod; Nur droben, wo die Sterne, Gibts Kirschen ohne Kerne. Gott Vater, Gott Sohn, Gott heiliger Geist, Die unsere Seele lobt und preist - Nach diesen sehnet ewiglich Die arme deutsche Seele sich. Nur wo die Engel fliegen, Da wächst das ewge Vergnügen; Hier unten ist alles Sünd und Leid Und saure Kirsche und Bitterkeit. Wo? Wo wird einst des Wandermüden Letzte Ruhestätte sein? Unter Palmen in dem Süden? Unter Linden an dem Rhein? Werd ich wo in einer Wüste Eingescharrt von fremder Hand? Oder ruh ich an der Küste Eines Meeres in dem Sand? Immerhin! Mich wird umgeben Gotteshimmel, dort wie hier, Und als Totenlampen schweben Nachts die Sterne über mir. Bản dịch của Nguyễn Viết Thắng |